# Kanton Conques
Der Kanton Conques war bis 2015 ein französischer Wahlkreis im Département Aveyron in der Region Midi-Pyrénées. Er umfasste sechs Gemeinden im Arrondissement Rodez; sein Hauptort (frz.: chef-lieu) war Conques. Die landesweiten Änderungen in der Zusammensetzung der Kantone brachten im März 2015 seine Auflösung.
Der Kanton Conques war 170,11 km2 groß und hatte 2551 Einwohner (Stand 2012).

## Gemeinden
| Gemeinde                  | Einwohner (Stand: 2022) | Code postal | Code Insee |
| ------------------------- | ----------------------- | ----------- | ---------- |
| Conques                   | 1555                    | 12320       | 12076      |
| Grand-Vabre               | 424                     | 12320       | 12114      |
| Noailhac                  | 193                     | 12320       | 12173      |
| Saint-Cyprien-sur-Dourdou | 766                     | 12320       | 12218      |
| Saint-Félix-de-Lunel      | 384                     | 12320       | 12221      |
| Sénergues                 | 424                     | 12320       | 12268      |